# Уральский (Башкортостан)
Ура́льский (баш. Урал) — деревня в Абзелиловском районе Республики Башкортостан России, относится к Альмухаметовскому сельсовету. 

## История
Название происходит от гидронима река Урал
Основана в 1950-е гг. XX в. в ходе освоения целинных и залежных земель жителями деревни Гусево как посёлок.
Статус деревни, сельского населённого пункта, посёлок получил согласно Закону Республики Башкортостан от 20 июля 2005 года N 211-з «О внесении изменений в административно-территориальное устройство Республики Башкортостан в связи с образованием, объединением, упразднением и изменением статуса населенных пунктов, переносом административных центров», ст.1:

6. Изменить статус следующих населенных пунктов, установив тип поселения — деревня:
1) в Абзелиловском районе:…

р) поселка Уральский Альмухаметовского сельсовета

## Население
| 1959 | 1968 | 1970 | 1979 | 1989 | 2002 | 2009 |
| ---- | ---- | ---- | ---- | ---- | ---- | ---- |
| 152  | ↗205 | ↘194 | ↘166 | ↘151 | ↘125 | ↘104 |
| 2010 |      |      |      |      |      |      |
| ↘77  |      |      |      |      |      |      |

Национальный состав
Согласно переписи 2002 года, преобладающая национальность — башкиры (77 %).

## Географическое положение
Расстояние до:
- районного центра (Аскарово): 58 км,
- центра сельсовета (Целинный): 20 км,
- ближайшей железнодорожной станции (Альмухаметово): 15 км.